# 걀롱어
걀롱어(티베트어: རྒྱལ་རོང, rgyal rong, Gyalrong, 嘉绒语)는 창어군에 분류되는 중국티베트어족의 한 언어이다. 주로 쓰촨성 서부에 사용자가 분포하며, 더 자세하게는 서로 상호 의사소통이 불가능한 5개 정도의 언어로 분류될 수 있다. 창어와 가까운 관계에 있다. 약 10만 명의 속하는 사용자를 가지며, 이들은 창족은 물론 티베트족 등 다른 소수민족으로 분류되기도 한다.

## 같이 보기
- 창어
- 창어군